# Real Audiencia de Quito
La Audiencia y Cancillería Real de Quito (1563-1822) fue el más alto tribunal de la Corona española en los territorios de la Provincia o Presidencia de Quito, dentro del Virreinato del Perú, que después formaron parte del Virreinato de Nueva Granada. 
El antiguo gobierno de Quito de Gonzalo Pizarro, había alargado ya su territorio, hasta Cali y Popayán por el Norte; por el Sur hasta los desiertos de Piura; y por la cuenca del río Amazonas, la exploración de Gonzalo Pizarro, el descubrimiento y exploración del río Amazonas hasta el Atlántico por Francisco de Orellana, y las fundaciones en Yaguarzongo y Bracamoros, como los descubrimientos del alto río Marañón y al río Ucayali por Juan de Salinas y Loyola, dieron al antiguo gobierno de Quito una extensión nueva en la cuenca del río Amazonas. Por estas razones, el 4 de julio de 1560 los quiteños pidieron al rey de España la creación de una Audiencia en la Gobernación de Quito. 
El rey Felipe II, en la ciudad de Guadalajara el 29 de agosto de 1563, dictó una real cédula por la cual la Gobernación de Quito de Gonzalo Pizarro es elevada a una Audiencia Real y se le señala límites. Fue inaugurada el 18 de septiembre de 1564.

## Estructura y límites
La Recopilación de Leyes de Indias de 1680, en Ley X (Audiencia y Cancillería Real de San Francisco del Quito) del Título XV (De las Audiencias y Chancillerias Reales de las Indias) del Libro II, recoge los límites y los funcionarios de esta Audiencia, provenientes de la real cédula de 1563:

En la Ciudad de San Francisco del Quito, en el Perú, resida otra nuestra Audiencia y Cancillería Real, con un Presidente: cuatro Oidores, que también sean Alcaldes de el Crimen: un Fiscal: un Alguacil mayor: un Teniente de Gran Chanciller, y los demás Ministros y Oficiales necesarios: y tenga por distrito la Provincia de Quito, y por la Costa hacia la parte de la Ciudad de los Reyes, hasta el Puerto de Payta, exclusivé: y por la tierra adentro, hasta Piura, Caxamarca, Chachapoyas, Moyobamba y Motilones, exclusive, incluyendo hacia la parte susodicha los Pueblos de Jaen, Valladolid, Loja, Zamora, Cuenca, la Zarça y Guayaquil, con todos los demás Pueblos, que estuvieren en sus comarcas, y se poblaren: y hacia la parte de los Pueblos de la Canela y Quixos, tenga los dichos Pueblos, con los demás, que se descubrieren: y por la Costa, hacia Panamá, hasta el Puerto de la Buenaventura, inclusivé: y la tierra adentro a Pasto, Popayan, Cali, Buga, Chapanchica y Guarchicona: porque los demás lugares de la Governacion de Popayan, son de la Audiencia del Nuevo Reyno de Granada, con la cual, y con la Tierrafirme parte términos por el Septentrión: y con la de los Reyes por el Mediodia, teniendo al Poniente la Mar del Sur, y al Levante Provincias aún no pacificas, ni descubiertas.

Un legado de la época de la Real Audiencia de Quito es la obra Flora Huayaquilensis, la cual se había perdido por más de 200 años en los archivos del Real Jardín Botánico de Madrid. En 1985 el Dr. Eduardo Estrella encontró evidencia de que el navarro Juan José Tafalla Navascués, funcionario al servicio de la Corona de España, había recorrido y recolectado las primeras informaciones sobre la flora del territorio de la Audiencia de Quito. Después de tres años de trabajo en los archivos, y cuando todas las piezas del rompecabezas pudieron ser armadas, Estrella sacó a la luz y publicó el trabajo de Juan José Tafalla Navascués.